# East Wittering
East Wittering – wieś w Anglii, w hrabstwie West Sussex, w dystrykcie Chichester. Leży 11 km na południowy zachód od miasta Chichester i 98 km na południowy zachód od Londynu.